# Ferdinando Scianna
Ne doit pas être confondu avec Francesco Scianna.

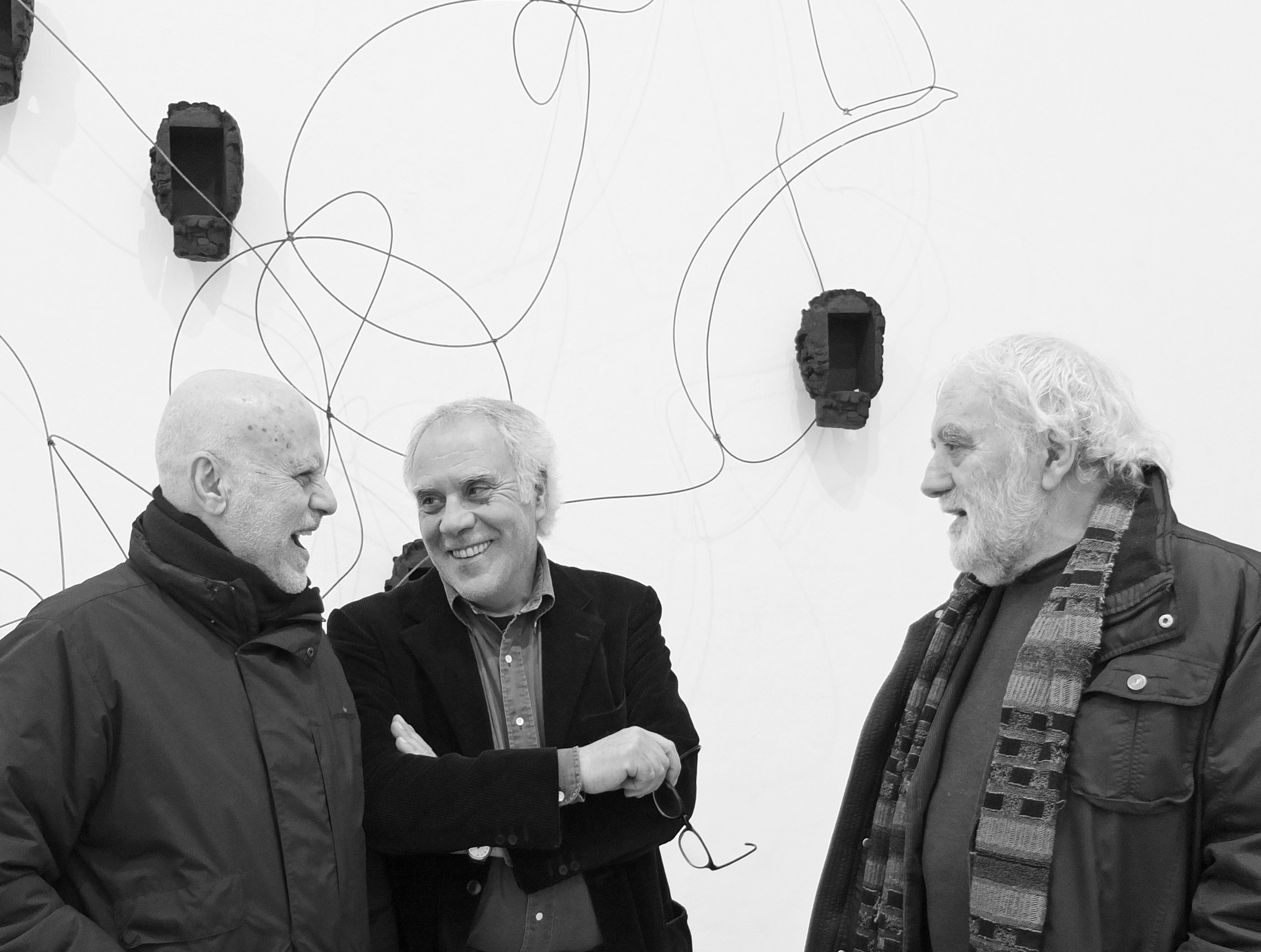
Enzo Di Martino, Ferdinando Scianna et le peintre Mimmo Paladino, 2013.

Ferdinando Scianna, né en 1943 à Bagheria en Sicile, est un photographe et journaliste italien, membre de l'agence Magnum Photos depuis 1989.

## Biographie
Ferdinando Scianna grandit dans une petite ville de la Sicile rurale, Bagheria, dans une famille modeste ; il s'intéresse à la photographie lorsqu'à 16 ans son père lui offre un appareil photo. Après le lycée, il suit des études de philosophie et d'histoire de l'art à l'université de Palerme.
En 1963, il rencontre l'écrivain sicilien Leonardo Sciascia à sa première exposition de photographies, qui a pour thème les fêtes populaires, au club culturel de Bagheria ; de cette rencontre, naît une amitié qui sera fondamentale pour la carrière des deux artistes.
Scianna publie en 1965 un premier recueil de photographies, Feste Religiose in Sicilia, en collaboration avec Leonardo Sciascia, auteur des textes de l'ouvrage. Cette œuvre recevra une mention au prix Nadar 1966.
L'année suivante, Ferdinando Scianna s'installe à Milan et commence à travailler en tant que photographe et journaliste pour l'hebdomadaire L'Europeo, dont il est l'envoyé spécial à Paris ; il collabore également à des journaux français en écrivant des articles dans Le Monde diplomatique de 1975 à 1982 et dans La Quinzaine littéraire, sur divers sujets : la photographie, mais aussi la politique et la culture.
En 1977, Scianna publie deux livres de photographies, I Siciliani (la traduction française Les Siciliens est publiée la même année en France) et La Villa dei Mostri, consacré à la légendaire Villa Palagonia, située dans sa ville natale de Bagheria, tous les deux avec un texte de Leonardo Sciascia. Après avoir fait la connaissance d'Henri Cartier-Bresson, il est en 1982 le premier photographe italien à entrer à l'agence Magnum Photos, dont il devient membre à part entière en 1989.
À la même époque, il devient également photographe de mode, en collaborant avec la marque italienne Dolce & Gabbana qui lui passe commande de photographier un modèle dans des situations proches du quotidien, avec pour décor principal les rues, les maisons ou les palais de Sicile ; le modèle choisi est Marpessa Hennink, une mannequin hollandaise,. Ce travail lui ouvre les portes des magazines Vogue et Grazia, avec lesquels il collabore dans les années 1980 ; il est l'un des photographes recherchés dans les domaine de la haute couture et de la publicité.
Il publie en 1997 un livre de photographies sur les dormeurs, avec un titre inspiré du monologue de Hamlet : Dormire, forse sognare, en 1999 un recueil de portraits de Jorge Luis Borges et un livre de photographies sur les enfants du monde, Niños del Mundo et en 2002 un album sur sa ville natale, Bagheria : Quelli di Bagheria, reconstitution du décor et de l'atmosphère de sa jeunesse à travers une enquête sur la mémoire individuelle et collective.
Plusieurs expositions rétrospectives lui sont consacrées à partir de 2009, en France à la Maison européenne de la photographie et en Italie avec l'exposition Ferdinando Scianna : viaggio, racconto, memoria, présentée de 2018 à 2022 à Forli, Palerme, Venise et Milan.

## Récompenses
- 1966, mention au prix Nadar, pour Feste Religiose in Sicilia.

## Publications
- 2010        (it)  Etica e fotogiornalismo, Milan, Electa, coll. « Pesci rossi », 75 p.  (ISBN 978-88-370-6822-6).
- 2002        (it) Quelli di Bagheria, Rome, Peliti, VII-345 p.  (ISBN 9788885121782)[10].
- 2002        (it) Mondo Bambino, Milan, L'arte a stampa, 123 p.
- 2001        (it) Obiettivo Ambiguo, Milan, Rizzoli, 334 p. (ISBN 88-17-86621-0) ; réédition : Rome, Contrasto, 2015.
- 2000        « Specchio delle mie brame », Trou (revue d'art).
- 1999        (es) Niños del Mundo, La Corogne, Ayuntamiento de la Coruña, 111 p.  (ISBN 9788486836689).
- 1999        (it) Jorge Luis Borges fotografato da Ferdinando Scianna, Milan, Franco Sciardelli

édition française : (fr) Jorge Luis Borges photographié par Ferdinando Scianna, traduction de Gérard Macé, Clichy, FNAC, 1999, 14 p.-XXIII p. de photographies  (ISBN 9782902572946).
- 1997        (it) Dormire, forse sognare, texte de Roberta Valtorta, Tavagnacco (Udine), Art&, 125 p.  (ISBN 9788886550291).

édition anglaise : (en) To sleep, perchance to dream : photographs, Londres, Phaidon, 124 p.  (ISBN 9780714837192).
- 1996        (it) Viaggio a Lourdes, Milan, Mondadori.
- 1995        (it) Altrove : Reportage Di Moda, Milan, Federico Motta, 203 p.  (ISBN 9788871790527).
- 1993        (it) Marpessa, Milan, Leonardo  (ISBN 9788835502173).

édition française : (fr) Marpessa, récit, Paris, Contrejour, 1993, 108 p.  (ISBN 2-85949-150-3).
- 1991        (it) avec Gianni Berengo Gardin et Roberto Koch : In treno attraverso l'Italia, textes de Mario Peliti, Piero Spila, Marco Sorteni, Goffredo Fofi, Sebastiano Addamo et Irene Bignardi, Rome, Peliti Associati, 207 p.  (ISBN 88-85121-08-X).
- 1990        (en), (it), (fr), (de), (es) Men and trucks / Uomini e camion / Hommes et camions / Menschen und Lastwagen, Turin, Iveco, 58 p.
- 1989        (it) Leonardo Sciascia, Milan, Franco Sciardelli, 14 p., XXII p. de photographies

édition française : Paris, Contrejour.
- 1989        (it) Le Forme del Caos, texte de Manuel Vázquez Montalbán, Udine, Art &, 260 p.  (ISBN 9788885893139).
- 1988        (it) Kami, Palerme, L’Immagine, 137 p. : photographies de la vie des mineurs dans le village de Kami en Bolivie[3].
- 1988        (it) Ore di Spagna, texte de Leonardo Sciascia, Marina di Patti (Messine), Pungitopo, coll. « La Parola e l'immagine », no  1, 124 p.
- 1984        (en) avec Henri Cartier-Bresson : Portraits, texte d'André Pieyre de Mandiargues), Londres, Collins,60-4 p.  (ISBN 9780004119472).
- 1984        (it) Il Grande Libro della Sicilia, textes d'Enrico Sturani et Sandro Bruschi, Milan, Mondadori, coll. « Grandi libri delle regioni d'Italia », 176-4 p.
- 1983        (it) avec André Pieyre de Mandiargues : Henri Cartier-Bresson : ritratti 1928-1982, Milan, Fabbri, coll. « I grandi fotografi », no  1, 64 p.
- 1977        (it) I Siciliani, texte de Leonardo Sciascia et Dominique Fernandez, Turin, Einaudi, XVIII-165 p.

édition française : (fr) les Siciliens, Paris, Denoël, 1977, XXII-168 p.
- 1977        (it) La Villa dei Mostri : con un'antologia dei viaggiatori, texte de Leonardo Sciascia, Turin, Einaudi, coll. « Einaudi Tascabili. Letteratura », no  55, 96 p.
- 1965       (it) Feste Religiose in Sicilia, texte de Leonardo Sciascia, Bari, Leonardo da Vinci Arte, coll. « Piccolo orizzonte », 222 p.

## Expositions
- 29 mars - 9 avril 1987 : L'istante e la forma, Chiesa dei Cavalieri di Malte, Syracuse[13].
- 1988 : Città del Mondo, Galleria d'arte moderna, Paterno[14].
- mars 1992 : Ferdinando Scianna : les formes du chaos, Galerie du Château d'eau, Toulouse[15].

puis : juin 1992 : Académie de France, Villa Médicis, Rome.
- 23 novembre - 17 décembre 1993 : Ferdinando Scianna : La Sicilia-Marpessa, Istituto italiano di cultura, Stockholm.
- 2000       Altre Forme del Caos - Cantieri Culturali alla Zisa, Palerme.
- 2 mai - 24 août 2002 : Ferdinando Scianna. Quelli di Bagheria, Galleria Gottardo, Lugano[16].
- 2003       Ferdinando Scianna, Centre Cultural Tecla Sala, Barcelone.
- 2004       Pensar America III, Casa de América, Madrid.
- 24 juin - 11 octobre 2009 : Ferdinando Scianna : la géométrie et la passion, Maison européenne de la photographie, Paris[3],[11],[17].

- 26 août 2016 - 8 janvier 2017 : Ferdinando Scianna : il ghetto di Venezia 500 anni dopo, The Berggruen Institute Europe, Casa dei Tre Oci, Venise[18]

- 23 mars - 6 mai 2017 : Ferdinando Scianna. Marpessa – Moda – Sicilia, Box Galerie, Bruxelles[6].

- 2018 - 2022 : Ferdinando Scianna : viaggio, racconto, memoria, exposition rétrospective itinérante en Italie :
  - 22 septembre 2018 - 6 janvier 2019 : Musei San Domenico, Forlì ;
  - 21 février - 28 juillet 2019 : Galleria d’arte Moderna "Empedocle Restivo", Palerme ;
  - 31 août 2019 - 2 février 2020 : Fondation Tre Oci, Venise[19]. ;
  - 22 mars - 5 juin 2022 : Palazzo Reale, Milan[12].

- 23 juin - 20 octobre 2023 : Ferdinando Scianna. Ti Ricordo Sicilia, Museo Civico du Castello Ursino, Catane[20]